# Székelyszabar
Székelyszabar là một thị trấn thuộc hạt Baranya, Hungary. Thị trấn này có diện tích 15,48 km², dân số năm 2010 là 602 người, mật độ 39 người/km².